# Horezu
Horezu er en by beliggende i distriktet Vâlcea i Oltenien, Rumænien, ca. 43 km fra Râmnicu Vâlcea. Byen administrerer seks landsbyer: Ifrimești, Râmești, Romanii de Jos, Romanii de Sus, Tănăsești og Urșani.
Byen er kendt for produktion af keramik og præsenterer den på en årlig messe. Horezu keramik (en) er dekoreret efter særlige traditioner, som er på UNESCOs liste over immateriel kulturarv. Byen har 6.467 (2021) indbyggere, hvoraf de fleste arbejder i landbruget og i servicesektoren.
I Horezu ligger Horezuklostret, som er på UNESCOs liste over Verdens kulturarv.

## Beliggenhed
Horezu ligger ved foden af Sydkarpaterne, på sydsiden af Căpățâna-bjergene. Ved vandløbene Urșani og Luncavăț - bifloder til Olt (Alt).

## Historie
Horezu blev første gang nævnt i et dokument i 1487. På det tidspunkt tilhørte byen Fyrstendømmet Valakiet, som var under Ottomanske riges suverænitet.
Ifølge arkæologiske fund går bebyggelsen af stedet tilbage til bronzealderen.
Omkring 1700 blev landsbyen givet væk af den valakiske prins Constantin Brâncoveanu til Horezuklostret, som han havde grundlagt. Fra 1780 var Horezu officielt købstad og senere et lokalt administrativt center. I 1832 åbnede den første skole. I 1968 blev Horezu erklæret en by.
Hovederhvervene er landbrug og turisme. Mange beboere beskæftiger sig med keramik.